# Darrick Minner
Darrick Jeffrey Minner (Auburn, Nebraska, Estados Unidos, 28 de abril de 1990) es un artista marcial mixto estadounidense que compite en la división de peso pluma de Ultimate Fighting Championship.

## Primeros años
Nacido en Auburn, Nebraska, y criado en Nebraska City, luchó en la Escuela Secundaria de Nebraska City. Después continuó luchando en el Colegio Comunitario de Iowa Western.

## Carrera en las artes marciales mixtas

### Inicios
Un artista marcial mixto profesional desde octubre de 2012 y representando a Glory MMA y Fitness, compiló un récord de 24-10 a través de 34 combates profesionales, las victorias son 21 sumisiones, un KO y dos decisiones, durante sus días luchando en la escena regional de MMA.

### Dana White's Contender Series
Fue invitado a participar en el Dana White's Contender Series el 9 de agosto de 2019. Se enfrentó a Herbert Burns y perdió el combate por sumisión en el primer asalto.

### Ultimate Fighting Championship
Debutó en la UFC contra Grant Dawson el 29 de febrero de 2020 en UFC Fight Night: Benavidez vs. Figueiredo. En el pesaje, Dawson tampoco cumplió con el peso, llegando a las 149.5 libras, 3.5 libras por encima del límite de peso pluma de 146 libras. Se le impuso una multa del 30% de la bolsa del combate, que fue a parar a manos de Minner, y el combate continuó con el peso acordado. Perdió el combate por sumisión en el segundo asalto.
Se esperaba que se enfrentara a Jordan Griffin el 13 de junio de 2020 en UFC on ESPN: Eye vs. Calvillo. Sin embargo, el día anterior al evento, fue retirado del combate debido a problemas de salud relacionados con su corte de peso y el combate fue cancelado.
Se enfrentó a T.J. Laramie el 19 de septiembre de 2020 en UFC Fight Night: Covington vs. Woodley. Ganó el combate por sumisión en el primer asalto.
Se enfrentó a Charles Rosa el 20 de febrero de 2021 en UFC Fight Night: Blaydes vs. Lewis. Ganó el combate por decisión unánime.
Se enfrentó a Darren Elkins el 24 de julio de 2021 en UFC on ESPN: Sandhagen vs. Dillashaw. Perdió el combate por TKO en el segundo asalto.
Después de haber luchado fuera de su contrato anterior, firmó un nuevo acuerdo de cuatro combates y se enfrentó a Ryan Hall el 11 de diciembre de 2021 en UFC 269. Perdió el combate por decisión unánime.
Se esperaba que se enfrentara a Damon Jackson el 4 de junio de 2022 en UFC Fight Night: Volkov vs. Rozenstruik. Sin embargo, por razones no reveladas, fue retirado del evento y fue sustituido por Daniel Argueta.
Se enfrentó a Shayilan Nuerdanbieke el 5 de noviembre de 2022 en UFC Fight Night: Rodriguez vs. Lemos. Perdió el combate por TKO en el primer asalto.

## Vida personal
Él y su esposa Jordyn tienen dos hijas, Brixtyn y Brogyn (nacida en 2020).

## Campeonatos y logros
- Dynasty Combat Sports
  - Campeón de Peso Pluma de la DCS (una vez; ex)
    - Una exitosa defensa del título

## Récord en artes marciales mixtas
| Resultado | Récord | Oponente              | Método                                         | Evento                                        | Fecha                    | Ronda | Tiempo | Localización                | Notas                                                               |
| --------- | ------ | --------------------- | ---------------------------------------------- | --------------------------------------------- | ------------------------ | ----- | ------ | --------------------------- | ------------------------------------------------------------------- |
| Derrota   | 26-14  | Shayilan Nuerdanbieke | TKO (codazos)                                  | UFC Fight Night: Rodriguez vs. Lemos          | 5 de noviembre de 2022   | 1     | 1:07   | Las Vegas, Nevada           |                                                                     |
| Derrota   | 26-13  | Ryan Hall             | Decisión (unánime)                             | UFC 269                                       | 11 de diciembre de 2021  | 3     | 5:00   | Las Vegas, Nevada           |                                                                     |
| Derrota   | 26-12  | Darren Elkins         | TKO (puñetazos)                                | UFC on ESPN: Sandhagen vs. Dillashaw          | 24 de julio de 2021      | 2     | 3:48   | Las Vegas, Nevada           |                                                                     |
| Victoria  | 26-11  | Charles Rosa          | Decisión (unánime)                             | UFC Fight Night: Blaydes vs. Lewis            | 20 de febrero de 2021    | 3     | 5:00   | Las Vegas, Nevada           |                                                                     |
| Victoria  | 25-11  | T.J. Laramie          | Sumisión (estrangulamiento por guillotina)     | UFC Fight Night: Covington vs. Woodley        | 19 de septiembre de 2020 | 1     | 0:52   | Las Vegas, Nevada           |                                                                     |
| Derrota   | 24-11  | Grant Dawson          | Sumisión (estrangulamiento por detrás)         | UFC Fight Night: Benavidez vs. Figueiredo     | 29 de febrero de 2020    | 2     | 1:38   | Norfolk, Virginia           | Combate de peso acordado (149.5 libras); Dawson no alcanzó el peso. |
| Victoria  | 24-10  | Charlie DuBray        | Sumisión técnica (estrangulamiento del hombro) | DCS 57                                        | 6 de diciembre de 2019   | 1     | 1:33   | Lincoln, Nebraska           | Defendió el Campeonato de Peso Pluma del DCS.                       |
| Victoria  | 23-10  | Terrance McKinney     | Sumisión (estrangulamiento por triángulo)      | Midwest CF 18                                 | 19 de octubre de 2019    | 1     | 0:57   | North Platte, Nebraska      |                                                                     |
| Derrota   | 22-10  | Herbert Burns         | Sumisión (armadura de triángulo)               | Dana White's Contender Series 23              | 6 de agosto de 2019      | 1     | 2:29   | Las Vegas, Nevada           |                                                                     |
| Victoria  | 22-9   | Clay Collard          | Sumisión (estrangulamiento por detrás)         | Final Fight Championship 33: Chub vs. Vrtačić | 2 de noviembre de 2018   | 1     | 0:31   | Las Vegas, Nevada           | Combate de peso ligero.                                             |
| Derrota   | 21-9   | Kevin Croom           | TKO (codazos)                                  | LFA 48                                        | 7 de septiembre de 2018  | 2     | 2:10   | Kearney, Nebraska           |                                                                     |
| Victoria  | 21-8   | Joey Munoz            | Sumisión (estrangulamiento por detrás)         | DCS 41                                        | 21 de abril de 2018      | 2     | 4:50   | Lincoln, Nebraska           | Ganó el Campeonato de Peso Pluma de la DCS.                         |
| Derrota   | 20-8   | Jordan Griffin        | Sumisión (barra de brazo)                      | LFA 34                                        | 2 de marzo de 2018       | 2     | 3:59   | Prior Lake, Minnesota       |                                                                     |
| Victoria  | 20-7   | Chuka Willis          | Sumisión (estrangulamiento por guillotina)     | DCS 38                                        | 9 de diciembre de 2017   | 1     | 2:45   | Lincoln, Nebraska           |                                                                     |
| Derrota   | 19-7   | Fernando Padilla      | Sumisión (armadura de triángulo)               | LFA 25                                        | 20 de octubre de 2017    | 1     | 3:10   | Omaha, Nebraska             | Regreso al peso pluma.                                              |
| Victoria  | 19-6   | Will Shutt            | Sumisión (estrangulamiento por guillotina)     | VFC 58                                        | 22 de julio de 2017      | 2     | 2:48   | Omaha, Nebraska             | Debut en el peso ligero.                                            |
| Victoria  | 18-6   | Justin Overton        | Sumisión (estrangulamiento por guillotina)     | VFC 57                                        | 5 de mayo de 2017        | 1     | 1:20   | Topeka, Kansas              | Combate de peso pluma.                                              |
| Derrota   | 17-6   | Chico Camus           | Decisión (unánime)                             | LFA 2                                         | 20 de enero de 2017      | 3     | 5:00   | Prior Lake, Minnesota       | Combate de peso acordado (136.2 libras); Minner no alcanzó el peso. |
| Victoria  | 17-5   | Zakk Smith            | TKO (estrangulamiento por guillotina)          | DCS 27                                        | 25 de junio de 2016      | 1     | 0:47   | Nebraska City, Nebraska     |                                                                     |
| Victoria  | 16-5   | Bill Kamery           | Sumisión (estrangulamiento por triángulo)      | DCS 25                                        | 23 de abril de 2016      | 1     | 4:35   | Lincoln, Nebraska           | Combate de peso acordado (140 libras).                              |
| Derrota   | 15-5   | Jesse Arnett          | Sumisión (estrangulamiento bravo)              | Hard Knocks 48                                | 29 de enero de 2016      | 2     | 1:56   | Calgary, Alberta            | Por el Campeonato de Peso Gallo de la HKF.                          |
| Victoria  | 15-4   | Brandon Ball          | Sumisión (barra de brazo)                      | DCS 22                                        | 28 de noviembre de 2015  | 1     | 1:00   | Lincoln, Nebraska           | Combate de peso acordado (143 libras); Minner no alcanzó el peso.   |
| Victoria  | 14-4   | Matt Brown            | Sumisión (estrangulamiento por guillotina)     | RFA 30                                        | 18 de septiembre de 2015 | 1     | 1:35   | Lincoln, Nebraska           |                                                                     |
| Victoria  | 13-4   | Erik Vo               | Sumisión (estrangulamiento por detrás)         | DCS 17                                        | 27 de junio de 2015      | 1     | 1:31   | Nebraska City, Nebraska     | Combate de peso pluma.                                              |
| Victoria  | 12-4   | Marvin Blumer         | Decisión (unánime)                             | RFA 24                                        | 6 de marzo de 2015       | 3     | 5:00   | Prior Lake, Minnesota       |                                                                     |
| Victoria  | 11-4   | Shaine Moffitt        | Sumisión (estrangulamiento por guillotina)     | DCS 14                                        | 5 de diciembre de 2014   | 1     | 0:40   | Tarkio, Misuri              | Combate de peso pluma.                                              |
| Victoria  | 10-4   | Jordan Hernández      | Sumisión (barra de rodilla)                    | DCS 12                                        | 5 de diciembre de 2014   | 1     | 1:49   | Lincoln, Nebraska           |                                                                     |
| Derrota   | 9-4    | Luke Sanders          | TKO (puñetazos)                                | RFA 17                                        | 22 de agosto de 2014     | 2     | 3:15   | Sioux Falls, Dakota del Sur | Combate de peso acordado (137.2 libras); Minner no alcanzó el peso. |
| Victoria  | 9-3    | Tony Crowder          | Sumisión (estrangulamiento por guillotina)     | DCS 9                                         | 21 de junio de 2014      | 1     | 0:33   | Nebraska City, Nebraska     |                                                                     |
| Victoria  | 8-3    | Austin Lyons          | Sumisión (barra de brazo)                      | RFA 13                                        | 7 de marzo de 2014       | 1     | 3:39   | Lincoln, Nebraska           | Combate de peso acordado (139 libras); Minner no alcanzó el peso.   |
| Derrota   | 7-3    | John DeVall           | Sumisión (barra de brazo)                      | DCS 6                                         | 11 de enero de 2014      | 1     | 4:38   | Omaha, Nebraska             | Combate de peso acordado (140 libras).                              |
| Victoria  | 7-2    | William Osborne       | Decisión (unánime)                             | RFA 10                                        | 25 de octubre de 2013    | 3     | 5:00   | Des Moines                  |                                                                     |
| Victoria  | 6-2    | Robert Flaherty       | TKO (puñetazos)                                | DCS 3                                         | 27 de septiembre de 2013 | 1     | 1:14   | Omaha, Nebraska             |                                                                     |
| Derrota   | 5-2    | Chad Obermiller       | Sumisión (estrangulamiento por triángulo)      | DCS 1                                         | 26 de julio de 2013      | 1     | 3:22   | Grand Island, Nebraska      | Regreso al peso gallo.                                              |
| Victoria  | 5-1    | Justin Morrison       | Sumisión (estrangulamiento por guillotina)     | Disorderly Conduct 20                         | 1 de junio de 2013       | 1     | 1:13   | Nebraska City, Nebraska     | Debut en el peso pluma.                                             |
| Victoria  | 4-1    | Adem Mujakic          | Sumisión (estrangulamiento por guillotina)     | Disorderly Conduct 18                         | 12 de abril de 2013      | 1     | 2:04   | Lincoln, Nebraska           |                                                                     |
| Victoria  | 3-1    | Héctor Velez          | Sumisión (estrangulamiento por guillotina)     | Centurion Fights                              | 1 de marzo de 2013       | 1     | 1:07   | St. Joseph, Misuri          |                                                                     |
| Victoria  | 2-1    | DeAndrew Jones        | Sumisión (estrangulamiento por detrás)         | Disorderly Conduct 15                         | 26 de enero de 2013      | 1     | 2:21   | Omaha, Nebraska             |                                                                     |
| Victoria  | 1-1    | James Smith           | Sumisión (estrangulamiento por detrás)         | Disorderly Conduct 14                         | 14 de diciembre de 2012  | 1     | 0:25   | Lincoln, Nebraska           |                                                                     |
| Derrota   | 0-1    | Dominic Blanco        | Sumisión (estrangulamiento por guillotina)     | Disorderly Conduct 12                         | 13 de octubre de 2012    | 1     | 1:13   | North Platte, Nebraska      |                                                                     |